# Belmont megye
Belmont megye az Amerikai Egyesült Államokban, azon belül Ohio államban található. Megyeszékhelye St. Clairsville, legnagyobb városa Martins Ferry. Lakosainak száma 66 497 fő (2020. április 1.). Belmont megye Harrison, Monroe, Noble, Guernsey, Jefferson, Ohio és Marshall megyékkel határos.

## Népesség
A megye népességének változása:
| Lakosok száma | 70 291 | 70 023 | 69 626 | 69 571 | 69 154 | 66 497 |
|               | 2010   | 2011   | 2012   | 2013   | 2015   | 2020   |